# دينغ رومان
دينغ رومان هو سياسي فلبيني، ولد في 9 يوليو 1946. حزبياً، نشط في تحالف الشعب الوطني ‏.